# Olympische Sommerspiele 1996/Teilnehmer (El Salvador)
| Gelbes Symbol für Goldmedaillen mit stilisierten Olympischen Ringen | Graues Symbol für Silbermedaillen mit stilisierten Olympischen Ringen | Braundes Symbol für Bronzemedaillen mit stilisierten Olympischen Ringen |
| ------------------------------------------------------------------- | --------------------------------------------------------------------- | ----------------------------------------------------------------------- |
| —                                                                   | —                                                                     | —                                                                       |

El Salvador nahm bei den Olympischen Sommerspielen 1996 in Atlanta zum sechsten Mal an Olympischen Sommerspielen teil. Die Mannschaft bestand aus acht Sportlern, von denen sechs Männer und zwei Frauen waren. Sie traten in zehn  Wettbewerben in fünf Sportarten an. 

## Flaggenträger
Der Judoka Juan Vargas trug die Flagge El Salvadors während der Eröffnungsfeier am 19. Juli 1996 im Centennial Olympic Stadium.

## Teilnehmer
Der jüngste Teilnehmer El Salvadors war der Schwimmer Francisco Suriano mit 17 Jahren und 365 Tagen, der älteste war der Judoka Juan Vargas mit 32 Jahren und 360 Tagen.
| Name              | Alter | Geschlecht | Sportart       | Resultat(e)                                                  |
| ----------------- | ----- | ---------- | -------------- | ------------------------------------------------------------ |
| Rubén Benítez     | 23    | männlich   | Leichtathletik | Platz 6 im fünften Vorlauf über 100 Meter                    |
| Francisco Cáceres | 21    | männlich   | Gewichtheben   | Platz 31 im Federgewicht                                     |
| Arely Franco      | 27    | weiblich   | Leichtathletik | Platz 7 im sechsten Vorlauf über 400 Meter                   |
| Maureen Kaila     | 31    | weiblich   | Radsport       | Platz 5 im Punktefahren; Straßenrennen                       |
| Rubén Piñeda      | 22    | männlich   | Schwimmen      | Platz 37 über 100 Meter Schmetterling                        |
| Carlos Ramírez    | 26    | männlich   | Judo           | Platz 34 im Halb-Leichtgewicht                               |
| Francisco Suriano | 17    | männlich   | Schwimmen      | Platz 37 über 100 Meter Brust; Platz 33 über 200 Meter Brust |
| Juan Vargas       | 32    | männlich   | Judo           | Platz 21 im Leichtgewicht                                    |